# Albertsdorf (Bentwisch)

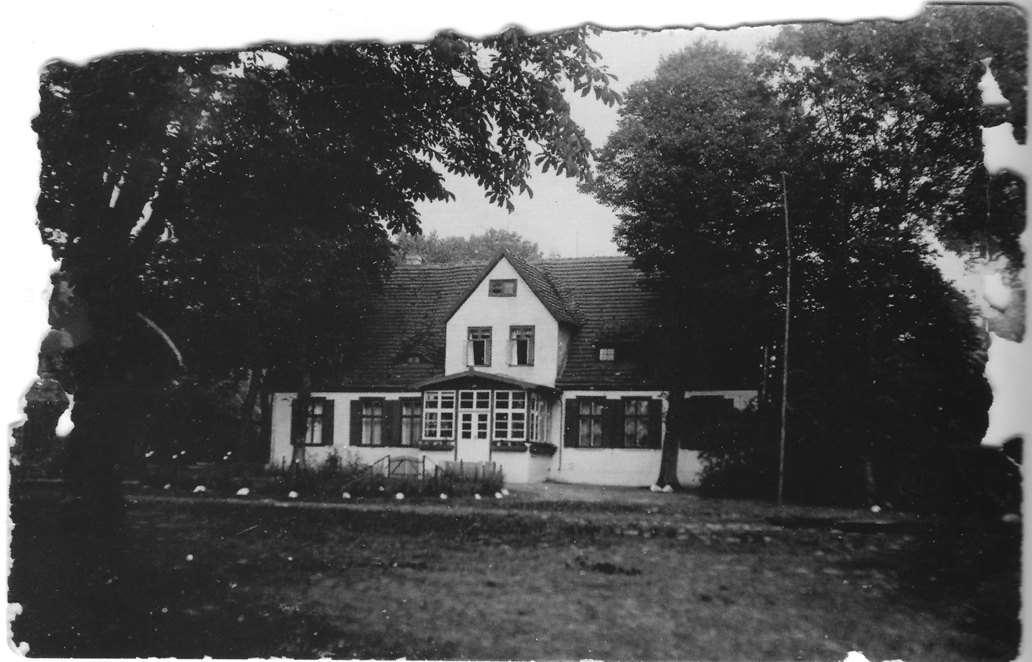
Das Gutshaus, heute als Hotel genutzt

Albertsdorf ist ein Ortsteil der Gemeinde Bentwisch im Amt Rostocker Heide im Landkreis Rostock in Mecklenburg-Vorpommern.
Albertsdorf liegt etwa zwei Kilometer östlich von Bentwisch. Nördlich des Ortsteiles verläuft die Landesstraße 182. Durch Albertsdorf fließt die Carbäk.
In Ortsnähe steht eine 123,5 m hohe Windkraftanlage.
In Albertsdorf gibt es keine Straßenbezeichnungen, sondern nur Hausnummern.
Zu Besuch die Dorfgeschichte aus Mecklenburg-Vorpommern vom 14. Juli 2025 im Nordmagazin.